# Rick Bayless
Rick Bayless (Oklahoma, 23 de noviembre de 1953) es un chef y restaurantero estadounidense, que se especializa en cocina mexicana tradicional con interpretaciones modernas. Es ampliamente conocido por su serie en la cadena norteamericana PBS México: un plato a la vez.
Bayless nació en Oklahoma City, Oklahoma, en una familia de restauranteros y tenderos que se especializan en cocinar carne barbecue. Comenzó su formación culinaria desde joven, tomando especial interés en la cocina regional mexicana como estudiante de pregrado de español y cultura latinoamericana. Después de terminar su educación universitaria en la Universidad de Oklahoma, obtuvo su maestría en lingüística en la Universidad de Michigan.

### Presentador de TV y autor
Originalmente obtuvo fama presentando la serie de 26 capítulos «Cooking Mexican» en la cadena PBS, entre 1978 y 1979. Posteriormente, Bayless dedicó más de seis años a la investigación culinaria en México, culminando en 1987 con la publicación de su libro «Authentic Mexican: Regional Cooking from the Heart of Mexico».
Después de «Authentic Mexican», Bayless ha escrito una serie de libros de cocina de gran prestigio, a menudo en coautoría con Deann Groen. En 2003, PBS comenzó a transmitir la serie de televisión de Bayless, «México: un plato a la vez». Bayless y el programa han sido nominados a varios premios Emmy a lo largo de los años. Bayless fue nominado personalmente dos veces para un premio Emmy como «presentador culinario y estilo de vida sobresaliente» por su trabajo en el programa En 2012. y nuevamente en 2017. El director de este programa, Scott Dummler, fue nominado como Mejor Dirección en un Programa Culinario / Estilo de Vida en 2012, y el programa fue nominado en general como Mejor Programa Culinario en 2016. 
En 2012 Rick Bayless recibió la Condecoración de la Orden Mexicana del Águila Azteca en grado de Insignia, distinción que se otorga a extranjeros con el objeto de reconocer los servicios prominentes prestados a la Nación Mexicana o a la humanidad,«y en esta ocasión, por su importante labor en la promoción y difusión de una de las expresiones culturales de nuestro país más reconocidas a nivel internacional, como lo es la gastronomía nacional en general y la alta cocina mexicana en lo particular».

## Restaurantes actuales
- Frontera Grill (Chicago)
- Topolobampo (Chicago) - 1 estrella Michelin a partir de la guía 2015
- XOCO (Chicago)
- Tortas Frontera (Aeropuerto Internacional O'Hare - Chicago) - en copropiedad con Jollibee Foods Corporation y otros accionistas.[6]
- Red O (3 ubicaciones en California)
- Leña Brava (Chicago)
- Cruz Blanca Brewery & Taqueria (Chicago)
- Frontera Cocina (Lake Buena Vista, Florida)
- Bar Sótano (Chicago)
- Tortazo (Chicago)

## Premios y reconocimientos
- Mejor nuevo chef de 1988,  Food & Wine
- Mejor chef estadounidense: Medio oeste de 1991, James Beard Foundation
- Chef Nacional del Año 1995, Fundación James Beard
- Chef Destacado 1995, Fundación James Beard para Frontera Grill / Topolombampo
- Chef del año 1995, Asociación Internacional de Profesionales Culinarios (IACP)
- Libro de cocina del año, 1996, IACP, por  Rick Bayless's Mexican Kitchen
- Libro de cocina del año, 1996, Premio Nacional Julia Child Cookbook Awards, por  La cocina mexicana de Rick Bayless
- Libro de cocina del año, 1996,  Chicago Tribune , por  La cocina mexicana de Rick Bayless
- Humanitario del año 1998, Fundación James Beard
- Libro de cocina del año en 2001, James Beard Foundation, por  México: un plato a la vez
- Mejor Chef del Medio Oeste (CHICAGO) de 2002, James Beard Foundation
- Quién es quién de la comida y bebida estadounidense
- Humanitario del Año IACP 2007
- Frontera Grill ganó el premio a Restaurante Sobresaliente de la Fundación James Beard 2007
- Ganador, Temporada 1 de  Top Chef Masters  en Bravo Cable Network, septiembre de 2009
- Ganador del premio Golden Beet 2011 de The Illinois Stewardship Alliance, en la categoría "Proyectos de alimentos comunitarios", por su trabajo con la Frontera Farmer Foundation y por su apoyo a la agricultura local y sostenible.[7]
- Frontera Grill fue clasificado como el tercer mejor restaurante de comida informal del mundo por el  International Herald Tribune [8]
- Insignia de la Orden del Águila Azteca, 2012[9]
- Topolobampo ganó el premio a Restaurante Sobresaliente 2017 de la Fundación James Beard.[10]